# Calocrater
Calocrater é um género botânico pertencente à família Apocynaceae.